# Mendlova Ves
Mendlova Ves (německy Riedel) je základní sídelní jednotka města Havlíčkův Brod v kraji Vysočina. Spolu se Svatým Křížem, Suchou a Ovčínem tvoří katastrální území Suchá u Havlíčkova Brodu. Nachází se asi 4,5 km jižně od centra Havlíčkova Brodu.
Na východ od Mendlovy Vsi protéká Stříbrný potok, na němž je zde pět malých rybníků (nejjižnější se jmenuje Vakův rybník). Další rybník se nachází v západní části vesnice. Západně od vesnice prochází silnice I/38. Je zde registrováno patnáct čísel popisných.

## Galerie

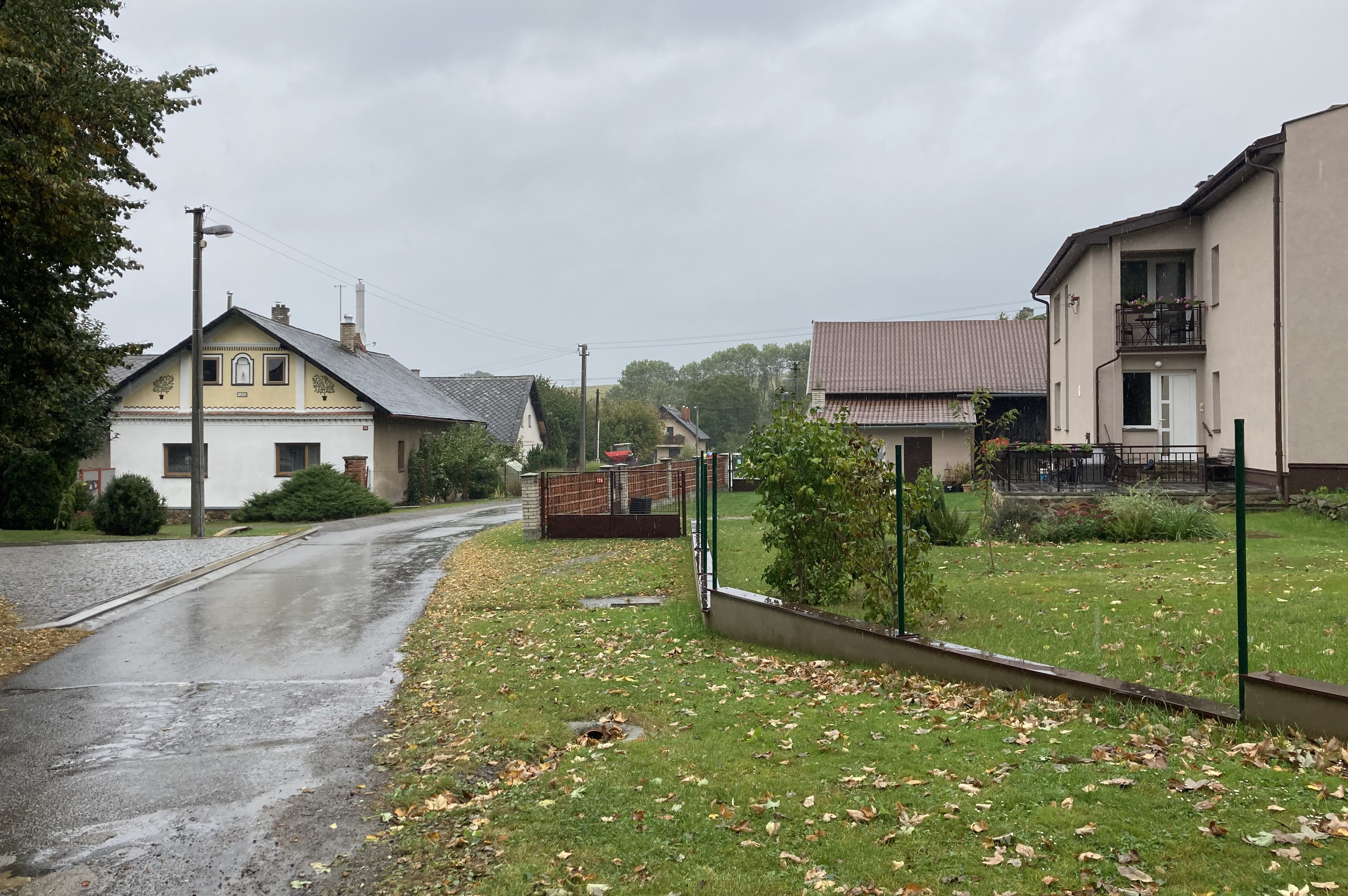
Čp. 125 a 126
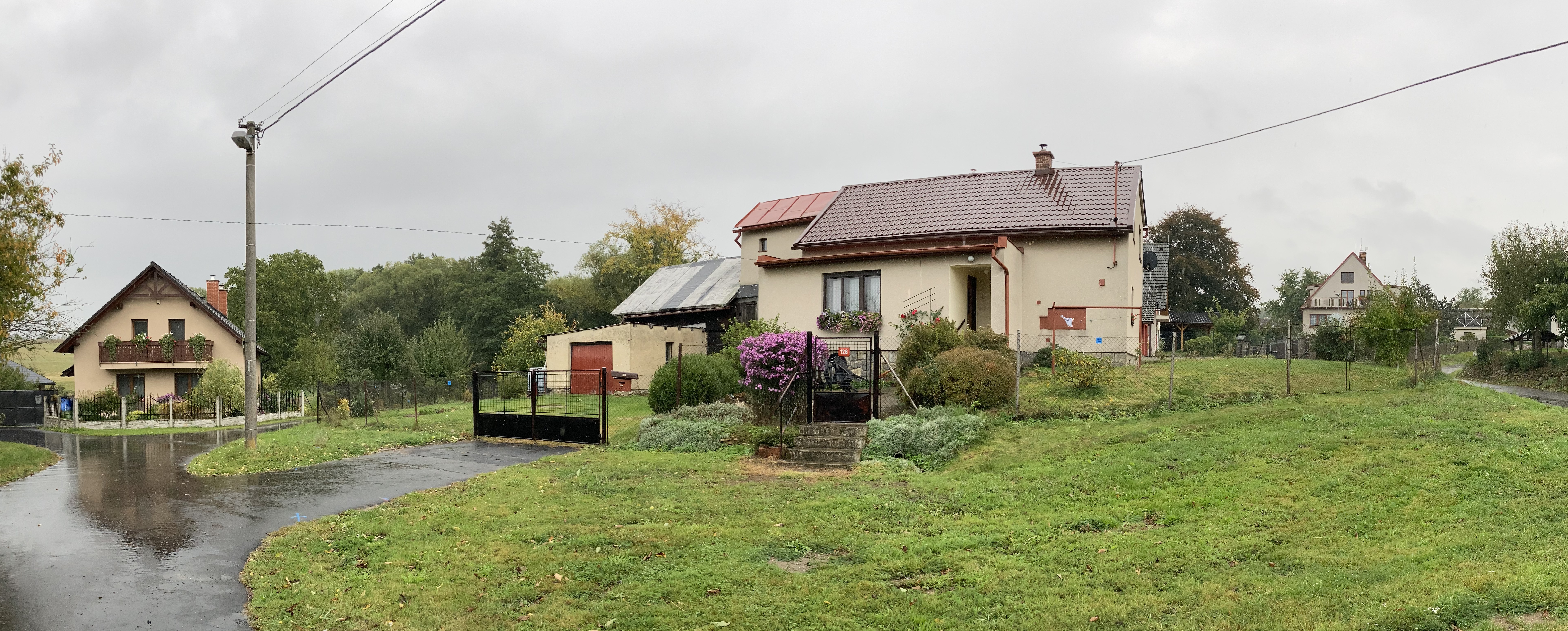
Čp. 128, 129 a 158
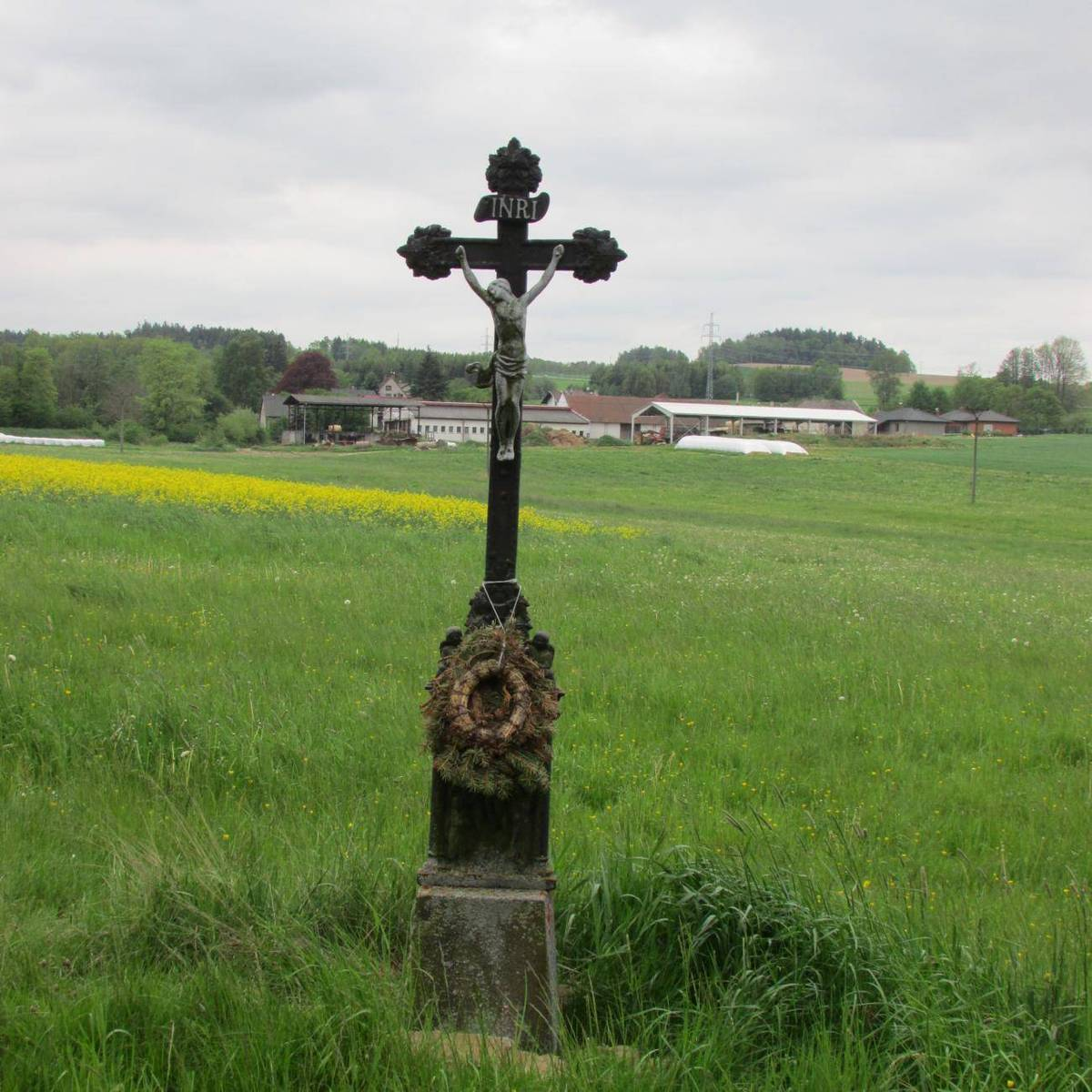
Kříž u nedalekého Ovčína, za ním lze vidět část Mendlovy Vsi